# ورین سیزنک
ورین سیزنک (ارمنی: Վերին Սզնեք) یک منطقهٔ مسکونی در جمهوری آرتساخ است که در استان آسکران واقع شده‌است.